# Palouse Falls
Palouse Falls est une cascade située au nord-ouest des États-Unis sur la rivière Palouse, à environ 6 km en amont de sa confluence avec la rivière Snake dans le sud-est de l'État de Washington. Les chutes mesurent 61 mètres de hauteur. Le parc d'État de Palouse Falls (38 hectares) a été créé en 1951 au niveau des chutes, à la suite de dons de terrains par des donateurs, protégeant cette partie pittoresque unique.

## Géologie
Le canyon des chutes fait 115 mètres de profondeur. Ces chutes et le canyon en aval sont une caractéristique importante des Channeled Scablands créés par les grandes inondations de Missoula qui ont balayé périodiquement l'est de l'État de Washington et le plateau du fleuve Columbia à l'époque du Pléistocène,,.
Les chutes Palouse et les canyons environnants ont été créés lorsque les inondations de Missoula ont dépassé le mur sud de la vallée de la rivière Palouse ancestrale, la détournant vers le cours actuel de la rivière Snake par l'érosion d'un nouveau canal,.
|  |  |  |
|  |  |  |

## Projets économiques
En 1984, le district d'utilité publique du comté de Franklin a proposé un projet de construction d'un barrage de 30 mètres  construit en amont des chutes, permettant une production d'énergie hydroélectrique importante. Cela aurait fourni plus d'un tiers de l'électricité du comté et aurait réduit considérablement les frais imposés aux contribuables. Cependant, la majorité des contribuables ont refusé d'approuver l'investissement, préservant ainsi cette caractéristique géologique importante.

## Parc d'État de Palouse Falls
Les chutes sont incluses dans le parc d'État Palouse Falls de Washington, qui donne accès aux chutes et présente des expositions expliquant la géologie unique de la région, ainsi que ses liens historiques (les Indiens Palouse et Mullan Road ont profité de l'accès facile au plateau à proximité des chutes. Le parc offre un point de vue face aux chutes Palouse, à quelques pas du parking, du terrain de camping et de l'aire de pique-nique. Un réseau de sentiers plus vaste est en cours de développement par le service des parcs.

## Cascade officielle de l'État
Le 12 février 2014, la Chambre des représentants de l'Etat de Washington a adopté à l'unanimité la résolution pour faire de Palouse Falls la cascade officielle de l'État de Washington. La proposition de projet de loi est née lorsqu'un groupe d'élèves d'une école primaire de la ville voisine de Washtucna a fait pression sur le corps législatif de l'État.